# Moneda de 1000 bolívares de 2005
Moneda de 1000 Bolívares de 2005 forma parte integral de la familia de monedas acuñadas por la Casa de la Moneda de Venezuela. Su característica principal es que la misma es bimetálica (primera del país) producto de la combinación de dos aleaciones en su fabricación: cuproníquel (cobre y níquel) en el centro y el anillo exterior en una aleación de cobre aluminio y níquel.
No sustituyó a las especies monetarias de estas denominaciones que circulaban para el momento de su colocación en el mercado, de la información oficial extraoficial se conoce de una sola acuñación desconociéndose hasta el momento el número de ejemplares puesto a circular en el mercado.
El diseño de esta moneda tiene ciertos "errores": según una ley el nuevo escudo del país tendría el caballo mirando al frente y hacia la izquierda, dicha ley daba una moratoria durante 5 años en el cambio de este símbolo nacional, el plazo finalizó en el año 2006, año en el cual se emitió esta moneda, pero la moneda se aprobó en una ley del año 2005, año en el cual ese símbolo era el correcto.

## Descripción de la moneda
- Característica general: forma circular, presentando canto liso con la siguiente inscripción continua BCV1000.
- Anverso: Ribete circular sin gráfila. En el centro, efigie de Simón Bolívar mirando hacia la derecha con las siguientes inscripciones en letras mayúsculas BARRE en su base. En el anillo, BOLÍVAR a la izquierda y LIBERTADOR a la derecha, en el lado izquierdo de la efigie de Simón Bolívar se observa la ceca de la Casa de la Moneda de Venezuela.
- Reverso: Ribete circular, gráfila dentada. En el centro cuerpo del Escudo de Armas, circulada con la inscripción en el anillo en letras mayúsculas REPÚBLICA BOLIVARIANA DE VENEZUELA. A la derecha del escudo, 1000 y debajo de ambos, BOLIVARES.

### Medidas y característica
- Diámetro: 24,00 mm.
- Espesor: 2,48 mm.
- Peso aproximado: 8,5 g.
- Canto: Liso con inscripción de manera continúa BCV 1000.

### Novedades de esta moneda
- Primera moneda bimetálica del país.
- Primera moneda que lleva inscripción en el canto.
- Moneda de más alta denominación acuñada por el país.
- Hay una variante conocida como "Doble cuello" (Coleccionismo)